# Stick-pc

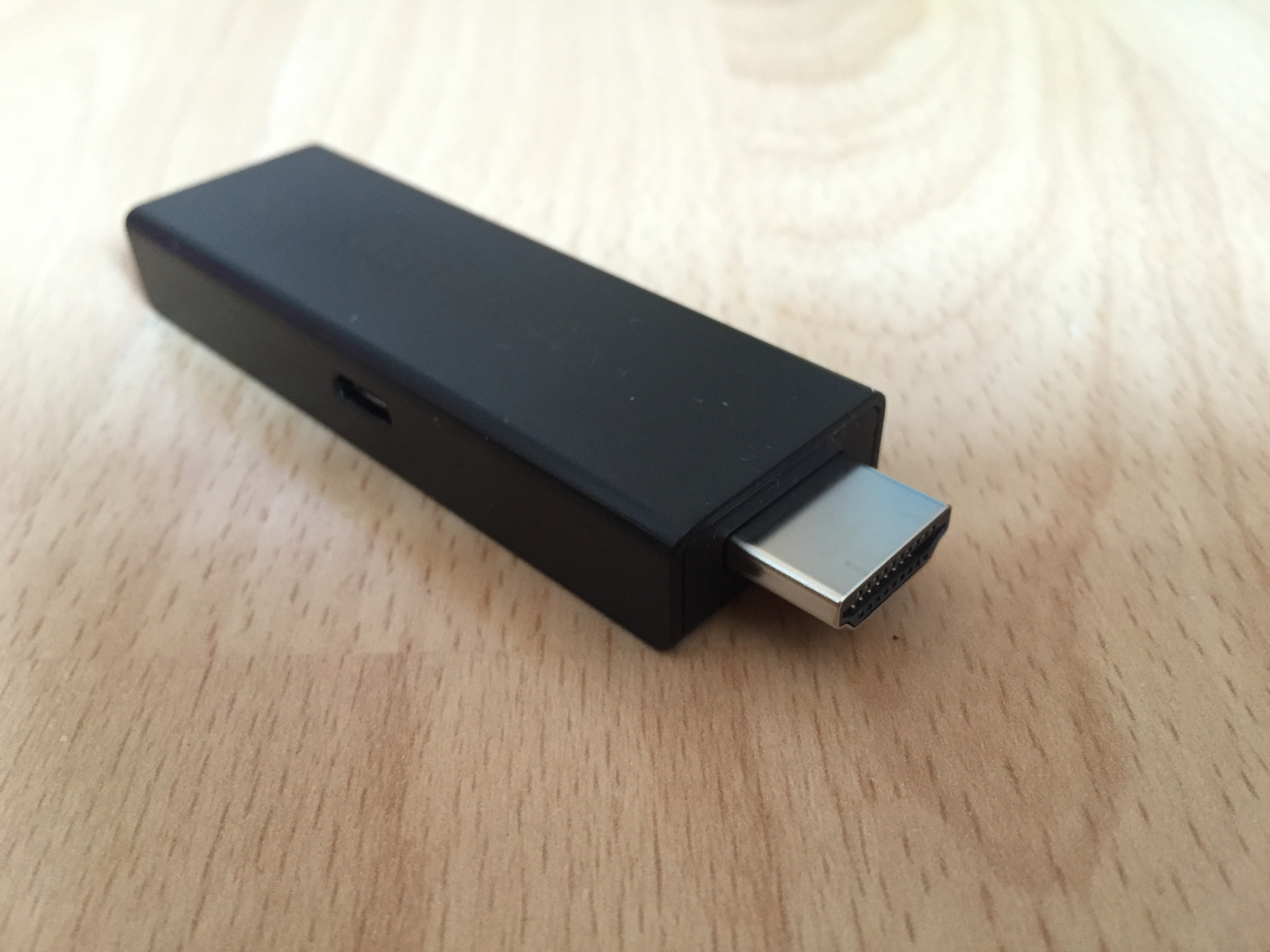
Amazon Fire TV

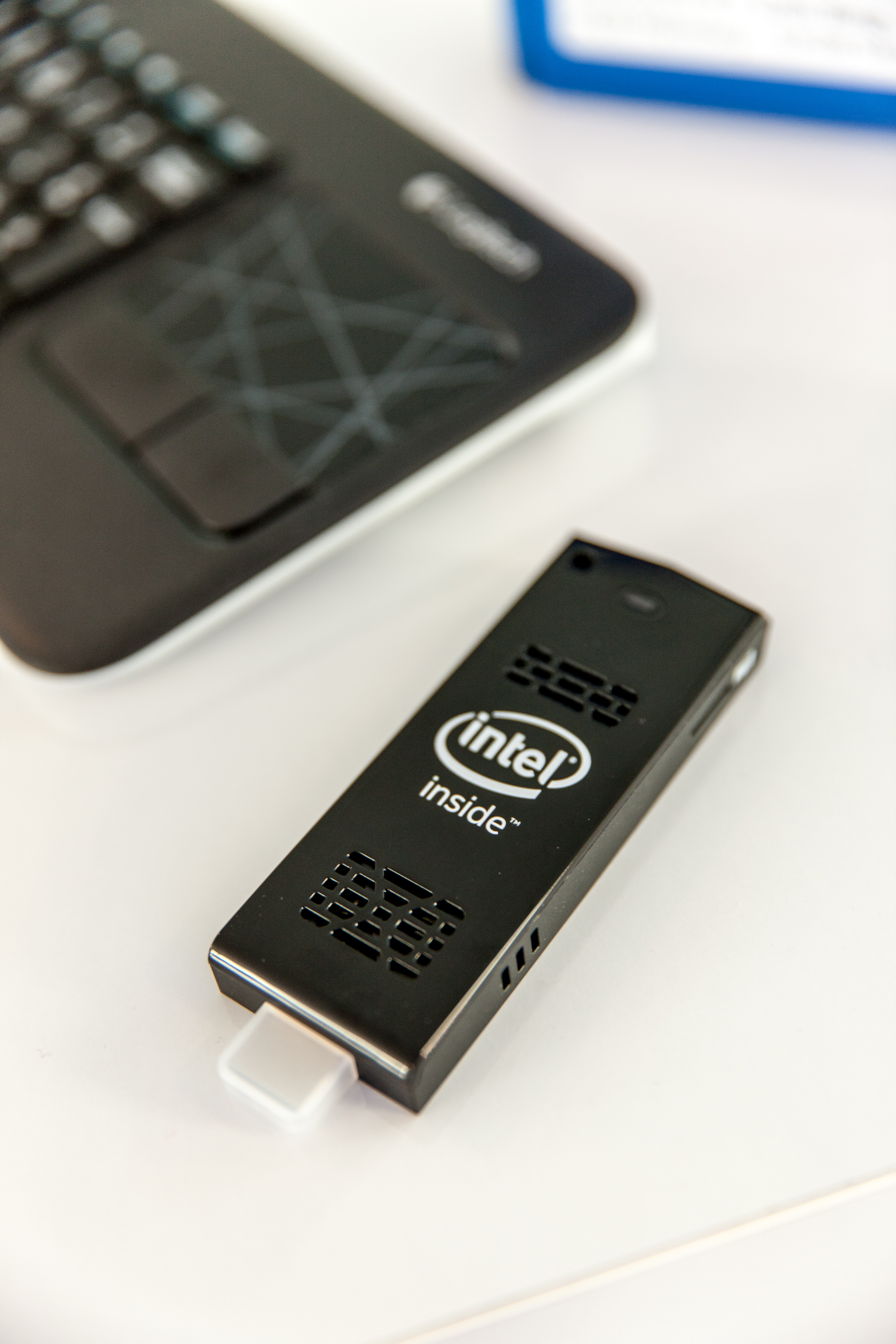
Intel Compute Stick

Een stick-pc is een singleboardcomputer in een kleine rechthoekige behuizing die lijkt op een USB-stick en direct kan worden aangesloten op een HDMI-poort. De stick-pc heeft een ingebouwde processor, geheugen en I/O, en is daarmee een zelfstandige computer.
Een stick-pc kan worden aangesloten op randapparatuur zoals een computermonitor, televisie of beeldscherm voor het weergeven van visuele uitvoer.

## Geschiedenis
De eerste stick-pc kwam uit in 2003. De Gumstix is een SoC met ARM-architectuur en draait op de Linux 2.6-kernel in het flashgeheugen. De opzet van de Gumstix was een minicomputer te ontwerpen naar het formaat van een reep kauwgom.
Enkele stick-pc's, zoals de Rikomagic MK802 en de FXI Tech Cotton Candy, kwamen uit in 2012 en konden direct worden aangesloten op een HDMI-ingang. Een jaar later introduceerden ook MeeGoPad, Tronsmart, Google en Amazon stick-pc's. Google kwam met de Chromecast en Amazon met de Fire TV.
In maart 2015 werkten ASUS en Google samen aan de Chromebit, en in 2016 kwam Intel met de Compute Stick.